# Morris Six
Der Name Morris Six wird von der Morris Motor Company für eine Reihe von Modellen benutzt, die von 1928 bis 1954 hergestellt wurden.

## 6 (1928–1939)

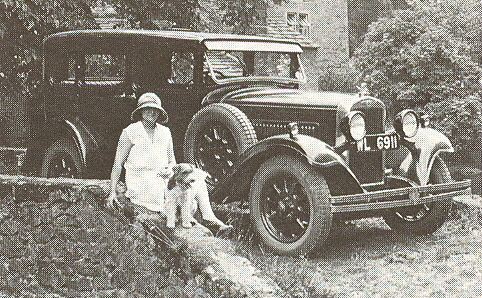
Morris Six saloon 1929

Der Morris 6 war eine 4-türige Limousine, die Morris 1928 als Nachfolger des Morris Oxford Six herausbrachte. Bei einem Radstand von 2972 mm war sie 4496 mm lang und 1759 mm breit. Der seitengesteuerten Sechszylinder-Reihenmotor mit 2468 cm³ Hubraum leistete 52 bhp (38 kW). Beide Achsen waren starr und an Halbelliptikfedern aufgehängt. Dieses Modell wurde bis 1939 gefertigt.

## Six (1931–1935)

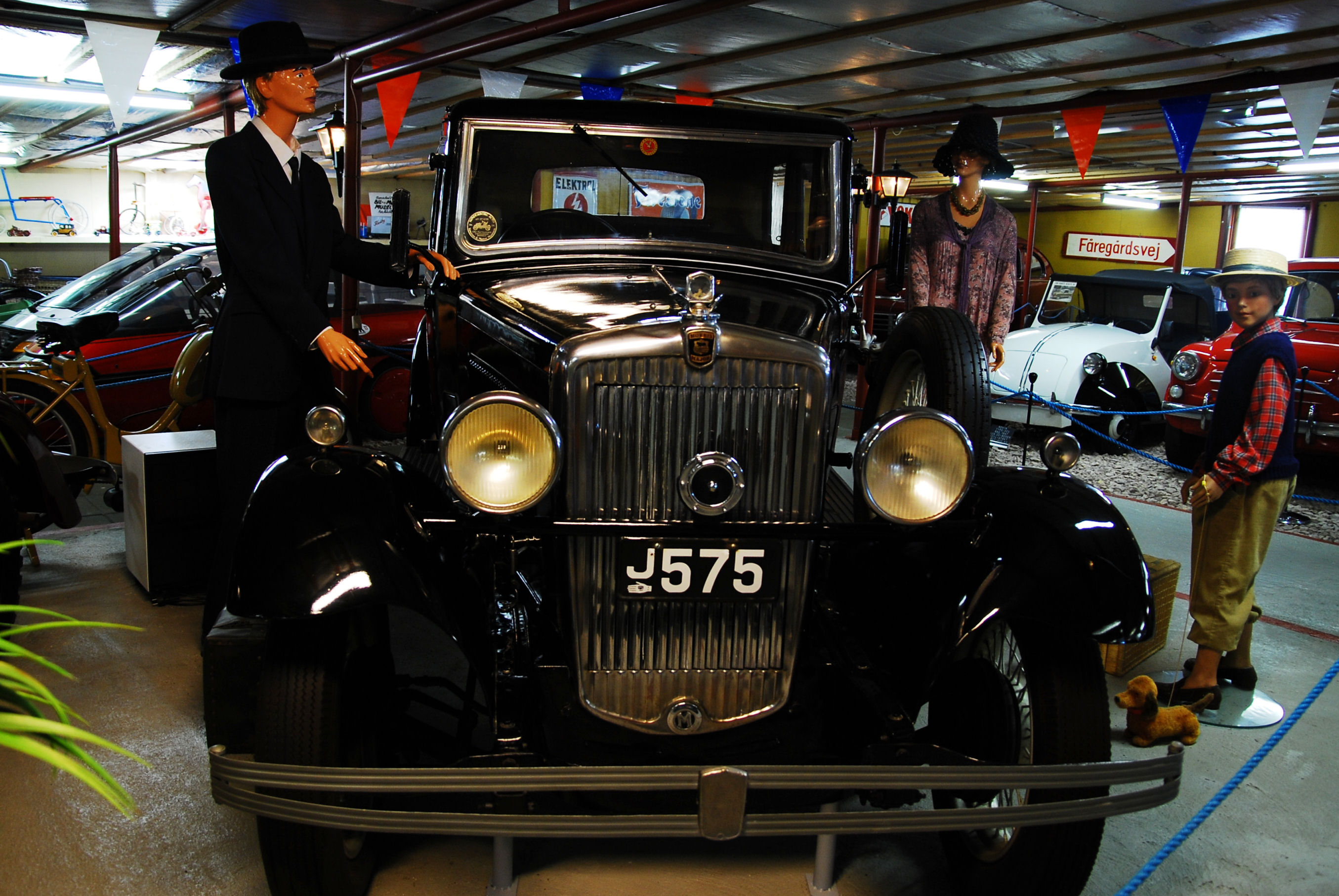
Morris Six (1931–1935)

1931 erhielt der Wagen einen kleineren Sechszylindermotor und den Namen Morris Six. Den Motor mit 1938 cm³, hatte es schon im Oxford 6 gegeben. Damit erreichte die Limousine bis zu 96 km/h. Bereits 1935 wurde das Modell wieder eingestellt.

## Six Series MS (1948–1954)

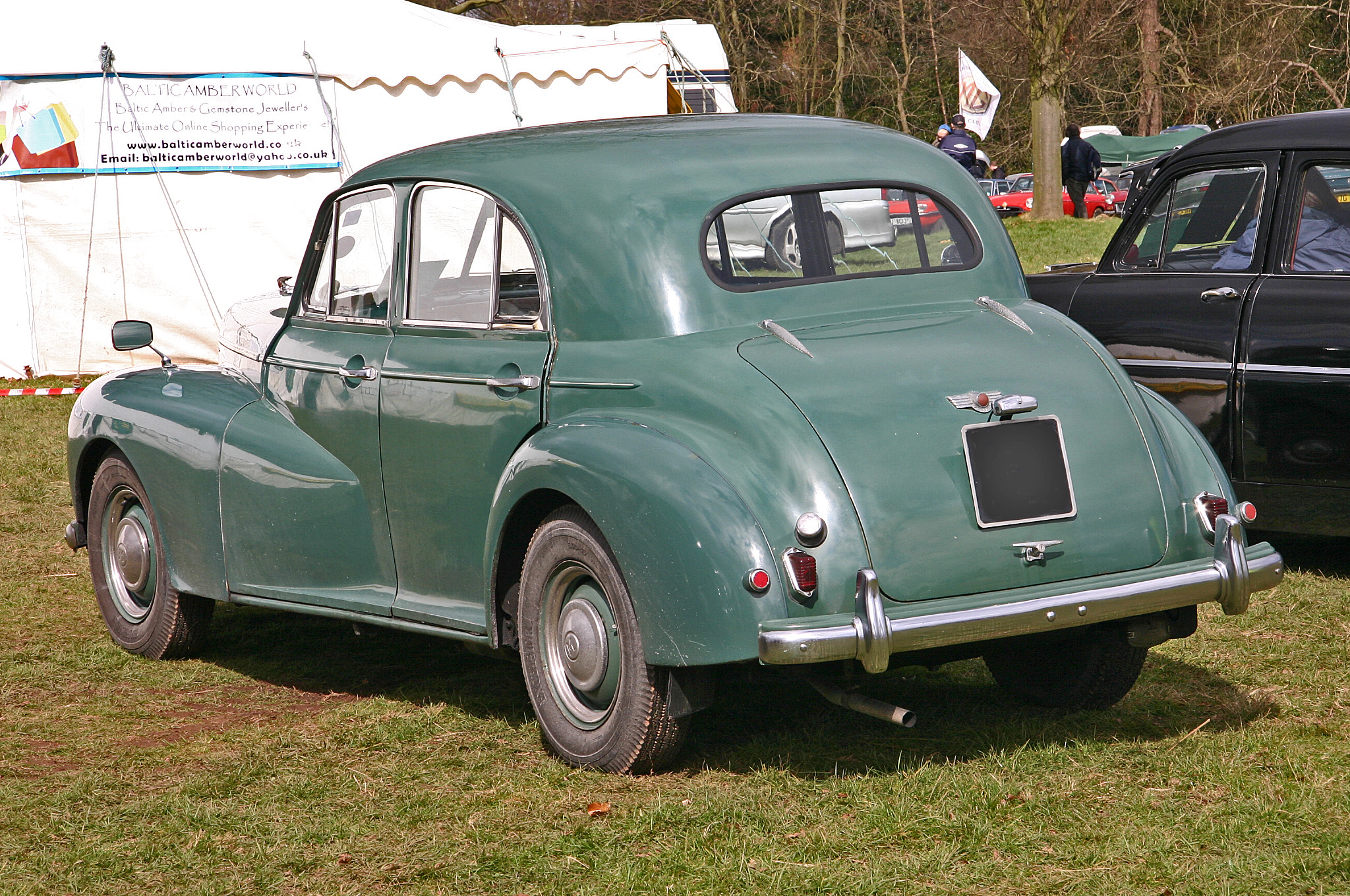
Morris Six Series MS (1948–1954)

Von 1948 bis 1954 baute die Morris Motor Company den Mittelklassewagen Morris Six Series MS. Es war Morris’ erster Sechszylinder nach dem Zweiten Weltkrieg. Zu Beginn kostete er GBP 671 auf dem britischen Markt.
Das Auto hatte im Wesentlichen die selbsttragende Karosserie des 1948 von Issigonis konstruierten Oxford MO. Der Wagen war länger als der Oxford; der Radstand war von 2463 mm auf 2794 mm vergrößert worden, um im verlängerten Motorraum den Reihensechszylindermotor mit 2215 cm³ Hubraum aufzunehmen. Passagierzelle und Heck waren gleich. Der Motor leistete 70 bhp (52 kW) bei 4800 min−1, hatte eine obenliegende Nockenwelle und einem SU-Vergaser. Die Vorderräder waren einzeln an doppelten Querlenkern mit Torsionsstabfederung aufgehängt, die angetriebene starre Hinterachse hing an Halbelliptikfedern. Er hatte keine Schneckenlenkung wie der Oxford, sondern eine niedriger übersetzte Rollfingerlenkung von Bishop. Die Lockheed-Bremse arbeitet mit hydraulikbetätigten 250-mm-Trommeln an allen Rädern. Mit gleicher Karosserie, aber etwas stärkerem Motor (72 bhp / 53 kW) wurde auch der Wolseley 6/80 geliefert.
Im Test erreichte das Auto 136 km/h Höchstgeschwindigkeit, eine Beschleunigung von 23 s / 0–100 km/h und benötigt ca. 14 l/100 km.
1950 wurde die Hinterachsübersetzung verringert, um die Beschleunigung zu verbessern, und doppelte Dämpfer an der Vorderachse eingebaut.
Ab 1953 wurde eine De-Luxe-Version mit Ledersitzen, Heizung und Stoßstangenhörnern vorne angeboten.
Der Nachfolger war ab 1955 der Morris Isis Series I.